# Mustafa Balbay

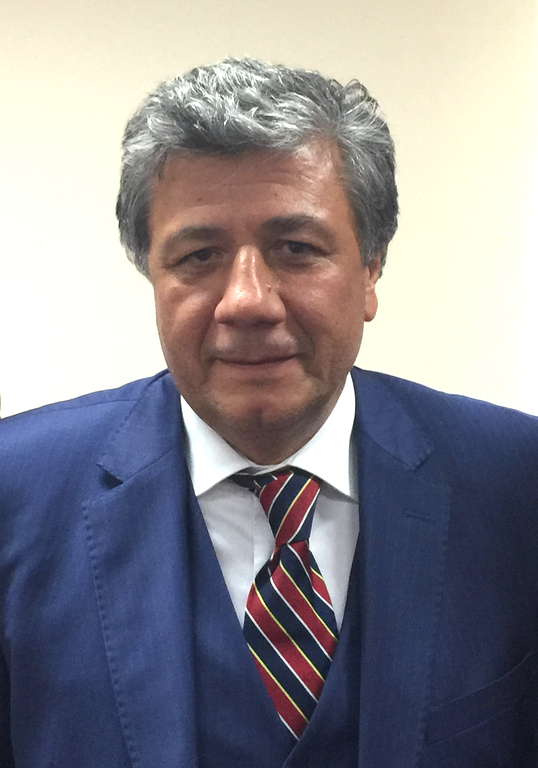
Balbay in seinem Gefängnis in Silivri

Mustafa Balbay (* 1960 in Burdur) ist ein türkischer Journalist, Autor und Parlamentsabgeordneter.

## Tätigkeit als Journalist
Balbay begann Anfang der 1980er Jahre, für die Zeitung Cumhuriyet zu arbeiten, deren Parlamentsbüro in Ankara er zuletzt leitete. 1993 übernahm er den Kolumnenplatz von Uğur Mumcu, nachdem dieser einem Bombenattentat zum Opfer gefallen war. Zudem arbeitete Balbay auch für Funk und Fernsehen.

## Verhaftung
Im Rahmen der Ergenekon-Ermittlungen wurde Balbay am 1. Juli 2008 in Polizeigewahrsam genommen, aber nach vier Tagen auf freien Fuß gelassen. In seinen öffentlichen Stellungnahmen wies er die Anschuldigung, er sei an einem „Umsturzversuch“ beteiligt, zurück. Am 5. März 2009 wurde er erneut festgenommen und kam diesmal in Untersuchungshaft ins Gefängnis Silivri.
Seine Verteidiger legten dem Gericht Gutachten mehrerer Computerexperten vor, die zu dem Schluss kamen, dass es sich bei den Balbay zur Last gelegten Dokumenten, die aus seinem Rechner stammen sollen, eindeutig um Fälschungen handle, die erst nach Beschlagnahme seines Computers auf dessen Festplatte kopiert worden seien.
Bei der Parlamentswahl im Juni 2011 nominierte die Republikanischen Volkspartei (CHP) Balbay als Kandidaten für die Provinz Izmir. Obwohl nun Mitglied des Parlaments, wurde mit einem nachträglich geänderten Gesetz seine Freilassung blockiert und er dadurch  an der Ausübung seines Abgeordnetenmandates gehindert.
Am 5. August 2013 wurde Balbay im Ergenekon-Prozess zu einer Strafe von 34 Jahren und 8 Monaten verurteilt. Mit ihm wurden weitere Personen, darunter auch Journalisten, zu schweren Haftstrafen verurteilt. Im Dezember 2013 ordnete das türkische Verfassungsgericht Balbays Entlassung an. Es sei ein Verstoß gegen das Wahlrecht, einen gewählten und nicht rechtskräftig verurteilten Volksvertreter in Untersuchungshaft zu belassen. Er verbrachte 4 Jahre und 277 Tage in Untersuchungshaft.
Balbay hatte aus der Haft weiterhin regelmäßig für die Cumhuriyet geschrieben. Nachdem er bei der Parlamentswahl vom Juni bzw. November 2015 abermals für die CHP ins Parlament gewählt wurde, beendete die Cumhuriyet die Zusammenarbeit. Im April 2016 verwarf der Kassationsgerichtshof die Urteile gegen ihn und die übrigen Angeklagten. Das Verfahren ist weiter anhängig. Bei der Parlamentswahl im Juni 2018 wurde er nicht mehr nominiert.

## Autor
Sieben seiner 30 Publikationen hat Balbay im Gefängnis verfasst. In unterschiedlichen Ausdrucksformen, in Gedichten, in Romanen und in Theaterstücken reflektiert Balbay die gesellschaftliche Lage seines Landes, die gegenwärtigen Repressionen, denen es ausgesetzt ist.
Balbay ist verheiratet und Vater von zwei Kindern.